# 슈어-혼 정리
슈어-혼 정리(Schur-Horn theorem, -定理)는 선형대수학에서, 에르미트 행렬의 대각성분과 그 고윳값 간의 관계에 대한 조건을 제공하는 정리이다. 독일의 수학자 이사이 슈어(Issai Schur)와 미국의 수학자 앨프리드 혼(Alfred Horn)의 이름이 붙어 있다.

## 공식화
어떤 두 n차원 실수 벡터 {\displaystyle \mathbf {d} =\{d_{i}\}_{i=1}^{N}}, {\displaystyle \mathbf {\lambda } =\{\lambda _{i}\}_{i=1}^{N}} 가 주어져서 모두 성분이 증가하지 않는 순서로 배열되어 있다고 하자. 그러면, 이때 그 대각성분들이 {\displaystyle \{d_{i}\}_{i=1}^{N}} 이고 고윳값들이 {\displaystyle \{\lambda _{i}\}_{i=1}^{N}} 인 n×n 에르미트 행렬이 존재할 필요충분조건은 다음 두 식으로 주어진다.
1. {\displaystyle \sum _{i=1}^{n}d_{i}\leq \sum _{i=1}^{n}\lambda _{i}\qquad n=1,2,\ldots ,N}
2. {\displaystyle \sum _{i=1}^{N}d_{i}=\sum _{i=1}^{N}\lambda _{i}.}

## 참고 문헌
- Alfred Horn, "Doubly stochastic matrices and the diagonal of a rotation matrix", American Journal of Mathematics 76 (1954), pp. 620–630.
- Issai Schur, Über eine Klasse von Mittelbildungen mit Anwendungen auf die Determinantentheorie, Sitzungsber. Berl. Math. Ges. 22 (1923), pp. 9–20.